# Ansambel Borisa Kovačiča
Ansambel Borisa Kovačiča je nekdanji slovenski narodnozabavni ansambel, ki je deloval od leta 1960, ko je napravil prve posnetke. Šteje med najbolj razpoznavne in priljubljene glasbene skupine. Najbolj poznani skladbi ansambla, ki sta pozneje doživeli vrsto priredb, sta Prinesi mi rože in Tri planike.

## Zasedba
Člani začetne zasedbe ansambla so poleg klarinetista Borisa Kovačiča bili še harmonikar Ivan Papež, trobentar Tone Grčar, kitarist Milan Izgoršek in basist Vinko Štrucl, ki ga je izmenično zamenjeval Ivo Ciani. Za Papežem je kromatično harmoniko več kot dve desetletji igral Vital Ahačič.
Studijsko sta kot harmonikarja sodelovala tudi Jože Burnik in Matej Kovačič (sin vodje ansambla), ki sta oba igrala klavirsko harmoniko. Kot basist je bil nekaj časa član ansambla tudi Boris Vede, kot kitarist pa Milan Ferlež. Namesto Grčarja je trobento studijsko snemal tudi Pavel Grašič. Kovačiča je kot klarinetist ansambla nadomestil Franc Tržan.
Kot pevca sta na začetku v duetu pela Danilo Čadež in Stanka Gorišek. Slednja se je pozneje poročila z vodjo ansambla Borisom Kovačičem in velikokrat nastopila v ansamblu kot solo pevka. Kot pevci so pozneje z ansamblom v različnih časovnih obdobjih nastopili tudi Tomaž Tozon, Kvartet Do, Šenčurski fantje, Rafko Irgolič, Tone Kozlevčar, Peter Ambrož, Peter Čare in Stane Mancini.
Na nek način sta obstajala dva ansambla. V trio zasedbi so nastopali kot Trio Vitala Ahačiča, ki je spremljal pevko Stanko Kovačič, v kvintetovski ali še razširjeni zasedbi pa kot Ansambel Borisa Kovačiča.

## Delovanje
Ansambel Borisa Kovačiča je uradno deloval od leta 1960. Šlo je za ansambel v kvintet sestavu s kromatično harmoniko in pevko oziroma mešanim pevskim duetom. Vodja Boris Kovačič je igral klarinet in ne harmonike, kakor velja za večino drugih ansamblov. Kovačič je pozneje zaradi prenapornega službenega urnika prenehal z igranjem klarineta, vendar je ostal umetniški vodja in glavni komponist ter aranžer ansambla.
Zaradi služb članov ansambla sicer niso veliko igrali na veselicah, pa tudi gostovali so le po Jugoslaviji in avstrijski Koroški, vendar so se razlikovali od drugih ansamblov. Vsi člani pa so imeli opravljeno glasbeno šolo in so tako igrali po notah.
Skladbe je pisal vodja ansambla Boris Kovačič, ki je ustvaril okoli 400 skladb, od tega okoli 50 popevk. Besedila so za ansambel prispevali Gregor Strniša, Matija Barl, Elza Budau, Ferry Souvan, Zvonko Čemažar, Lev Svetek, Miroslav Košuta, Marjan Stare in Ivan Sivec.
Ansambel je izdal 45 malih in velikih plošč in kaset. Prvo veliko ploščo z naslovom Vrni se, sinko so posneli leta 1960 v Zagrebu pri Jugotonu. Kmalu zatem so posneli še štiri male plošče, vseh pet pa je natelelo na zelo dober odziv poslušalcev. Plošča Prinesi mi rože je izšla v zlati nakladi, vse male plošče s Stanko Kovačič pa v srebrni nakladi. Skupaj so prodali okoli 500 000 plošč in kaset.

## Diskografija
Ansambel Borisa Kovačiča je v času delovanja izdal 45 projektov. Nekateri med njimi:
1. Lastovkam (1963)
2. Naši mamici (1963)
3. Vrni se, sinko (1964)
4. Veselo v Kamnik (1965)
5. Lepa krčmarica (1965)
6. Vsi mladi fantje (1965)
7. Kjer je sonce (1968)
8. Dober dan, sonce (1970)
9. Čolnič sreče (1974)
10. Moja dežela (1980)

## Največje uspešnice
Ansambel Borisa Kovačiča je najbolj poznan po naslednjih skladbah:
- Kaj mi lažeš
- Kitara
- Lastovkam
- Mak je vzcvetel
- Mati
- Moje sanje, sanje najine
- Prinesi mi rože
- Tri planike